# Max Consael

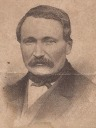
Max Consael

Maximilien (Max) Consael (1814 - Delft, 23 augustus 1880) was een Belgisch wafelbakker en uitvinder van de appelbeignets en de Brusselse wafel. 
Max Consael begon als kermiskramer die met een rondreizend kraam vers gebak verkocht. Hij stond reeds op de Gentse foor met peperkoeken en honingkoeken; deze worden beschouwd als de voorloper van de wafel.
Consael introduceerde de wafel op de kermis in België in 1839, toen hij een groot gietijzeren wafelijzer ontwierp en experimenteerde met een speciaal, luchtig deeg. Van dit deeg bakte hij uiteindelijk een rechthoekige wafel, die hij in 1856 op de kermis van Brussel aan het publiek voorstelde. Hij gaf de lekkernij de naam Brusselse wafel. Vanaf het midden van de 19e eeuw reisde het Max-kraam met het gebak vooral naar de grote kermissen van Amsterdam en Rotterdam. 't Duurde niet lang voordat de wafel een commercieel succes werd en ook andere handelaars wafels begonnen te verkopen. Hierdoor stond de Brusselse wafel lange tijd bekend als de "Hollandsche wafel". 
Consael werkte ook samen met friturist Jean Frédéric Krieger (Fritz). Zo stond in 1862 een wafel- en frietkraam met de naam 'Max en Fritz' in de buurt van Het Steen in Antwerpen.
De Max-kramen groeiden uit tot een familiebedrijf dat ondertussen, in 2021, zes generaties meegaat. De nazaten van Max Consael runnen tegenwoordig een wafelrestaurant in Oostende. In Nederland bevindt zich het poffertjeskraam Victor Consael, maar dat is niet langer in handen van de familie.